# Lane End (Buckinghamshire)
Lane End – wieś w Anglii, w hrabstwie Buckinghamshire, w dystrykcie (unitary authority) Buckinghamshire. Leży 51 km na zachód od centrum Londynu. W 2001 miejscowość liczyła 3563 mieszkańców.